# Mathes Klayndl
Mathes Klayndl (* zwischen 1430 und 1440 in Freistadt, Oberösterreich; † um 1509) war ein österreichischer Steinmetzmeister der Spätgotik.

## Leben
Es wird angenommen, dass Mathes Klayndl zwischen 1430 und 1440 geboren wurde. Genaues ist nicht bekannt, da er erst 1483 als Werkmeister der Stadt Freistadt in der Riedmark, Österreich ob der Enns, in Erscheinung tritt. Aufgrund der Lebensgeschichte anderer mittelalterlicher Steinmetzmeister kann eine Geburt im zuvor genannten Zeitraum angenommen werden: Wie andere Steinmetzmeister kam Mathes wohl mit rund 14 Jahren in die Lehre und musste 3 Jahre lang den Beruf des Maurers erlernen. Als Steinmetzmeister lernte er noch 2 weitere Jahre, bevor er auf Wanderschaft ging. Um Meister zu werden, war die Planung und Errichtung eines Bauwerks vorgeschrieben, wodurch Steinmetze erst mit rund 25 Jahren zum Meister wurden, wie dies auch im Fall von Mathes der Fall gewesen sein dürfte.
Bevor Mathes nach Freistadt kam, baute er bereits an Werken im Umkreis der Stadt. Ab 1483 wurde an der Freistädter Stadtbefestigung gearbeitet, um sie gegen die damaligen Gefahren besser zu schützen, und er kam für rund 20 Jahre in die Stadt. Nach 1500 arbeitete Mathes wiederum im Umkreis von Freistadt, am Aufbau der Stadt nach dem Stadtbrand von 1507 war er nicht mehr beteiligt.
Über seinen Tod ist ebenso wenig bekannt wie über seine Geburt. Daher wird angenommen, er sei um 1509 verstorben.
Mathes Klayndl gilt als ein bedeutender österreichischer Baumeister der Spätgotik.

## Familie
Sein Bruder Steffan Klain war ebenfalls Steinmetzmeister und wurde um 1464 nach Chur (Graubünden, Schweiz) gerufen.

## Bauwerke

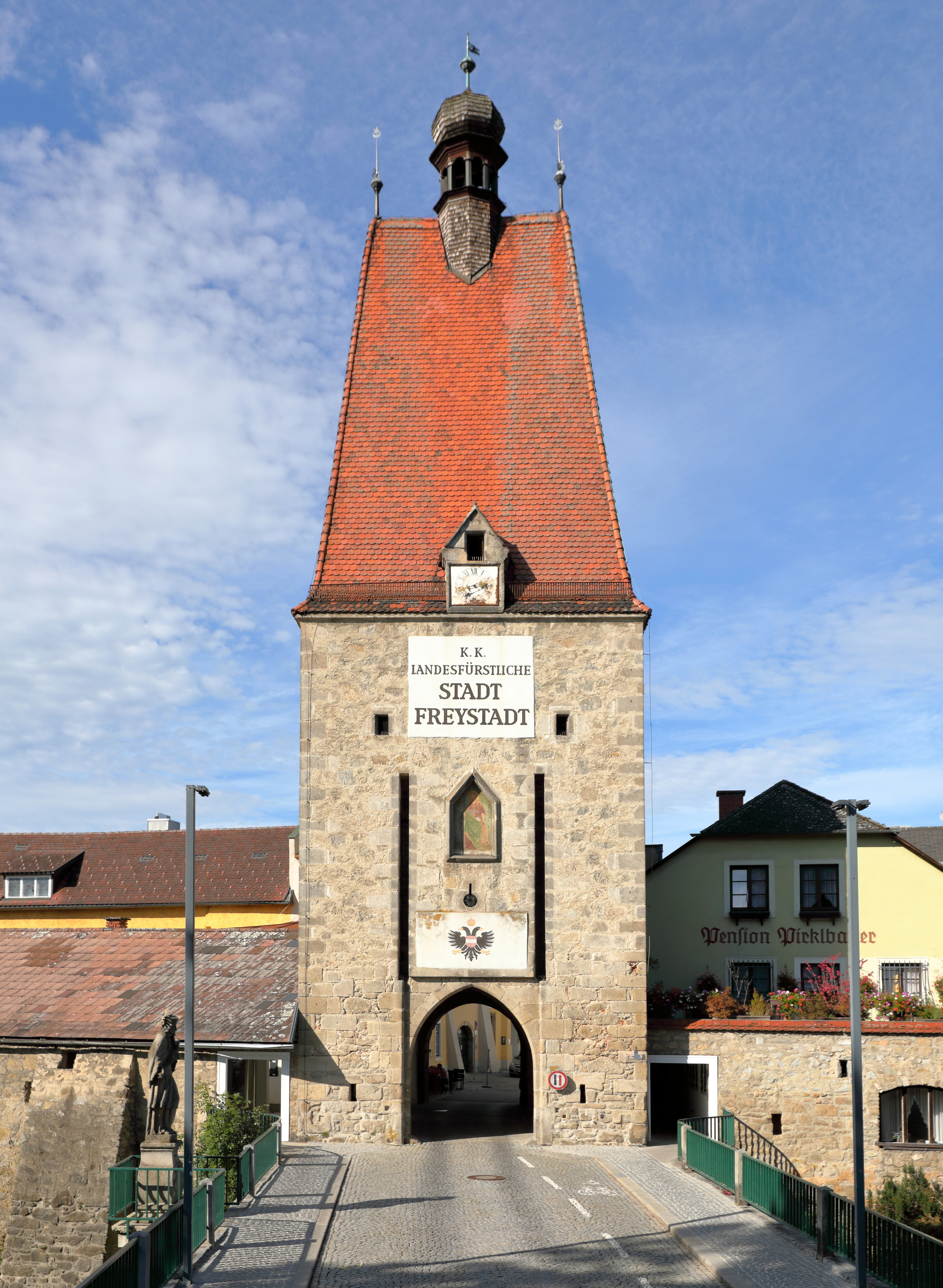
Linzertor in Freistadt

Urkundlich belegt sind nur zwei Befestigungswerke und der Chor der Stadtpfarrkirche Freistadt. Auf Grund der Bauweise und gleicher Steinmetzzeichen werden ihm auch etliche anderen Bauwerke zugeschrieben:
- 1450–1460: Mitarbeit am Langhaus der Liebfrauenkirche, Freistadt
- 1467: Mitarbeit am Langhaus der Filialkirche in St. Peter bei Freistadt
- 1470–1476: Langhaus der Pfarrkirche Kefermarkt
- bis 1484: Langhaus, Sakristei und Fenster der Pfarrkirche Rainbach im Mühlkreis
- 1483–1501: Chor der Stadtpfarrkirche Freistadt
- 1483: Bastei vor dem Linzertor und das Linzertor selbst
- 1484: Totenleuchte des Bürgermeisters Wolfgang Horner in der Liebfrauenkirche, Freistadt
- 1485: Posttürl, Freistadt
- 1486: Dechanthofturm, Freistadt
- 1486: Wölbung der Taufkapelle in der Stadtpfarrkirche, Freistadt
- ab 1486: Bastei vor dem Böhmertor und das Böhmertor selbst
- 1490–1500: Pfarrkirche Hirschbach im Mühlkreis, Langhaus der Pfarrkirche Unterweißenbach, Kirche in Kefermarkt, Pfarrkirche Bad Zell und Pfarrkirche Königswiesen
- um 1505: Chor in der Pfarrkirche St. Leonhard bei Freistadt
- bis 1508: Langhaus der Pfarrkirche Wartberg ob der Aist